# Atropanthe
Atropanthe je monotipski rod biljaka iz porodice pomoćnica (krumpirovke). Jedina vrsta je trajnica A. sinensis, endem iz Kineskih provincija Guizhou, Hubei, Sichuan i Yunnan)
Rod je opisan u Oesterreichische Botanische Zeitschrift 59: 329. 1909.

## Sinonimi
- Anisodus sinensis (Hemsl.) Pascher; Repert. Spec. Nov. Regni Veg. Nov. Sp. 7: 167 (1909)
- Scopolia sinensis Hemsl.; J. Proc. Linn. Soc., Bot. 26: 176 (1890)
- Scopolina sinensis (Hemsl.) Kuntze; Revis. Gen. Pl. 2: 452 (1891)